# Nya Zeelands Davis Cup-lag
Nya Zeelands Davis Cup-lag representerar Nya Zeeland i tennisturneringen Davis Cup, tidigare International Lawn Tennis Challenge. Nya Zeeland debuterade i sammanhanget 1924, efter att ha ingått i Australasiens lag fram till 1914.